# Мартынюк, Вячеслав Иванович
Вячеслав Иванович Мартынюк (25 апреля 1954 — 16 марта 2020) — полковник милиции МВД России, первый командир СОБР УОП Главного управления внутренних дел Ростовской области.

## Биография
Родился 25 апреля 1954 года в Москве в семье военнослужащего. Отец — Иван Никитович Мартынюк, полковник ВС СССР, участник Великой Отечественной войны, позже работавший в прокуратуре Ростовской области. Мать — Нина Ивановна. Окончил Ростовский государственный университет (юридический факультет). Работал в МВД с 1978 года, в 1993—1996 годах возглавлял СОБР УВД Ростовской области, с 1996 года — инструктор по тактико-специальной подготовке ОСОМ УФСБ по Ростовской области «Стрела».
Как военный, участвовал в войнах в Афганистане и Чечне. Как сотрудник органов внутренних дел, участвовал в операциях по задержанию вооружённых преступников и ликвидации преступных формирований, а также освобождению заложников. Так, расследовал первый в истории СССР террористический акт против сотрудника внутренних органов — убийство 8 апреля 1991 года полковника внутренней службы Владимира Блахотина, заместителя начальника УВД МВД СССР по Северному Кавказу и Закавказью; участвовал 3 февраля 1994 года в операции по спасению заложников с борта самолёта, захваченных террористом из Суходольска.
Награждён двумя орденами Красной Звезды, советским орденом «За личное мужество» и российским орденом Мужества, медалями 70-летия вооружённых сил СССР, «За безупречную службу» (II и III степеней), «От благодарного афганского народа», знаком Воину-интернационалисту и другими наградами (всего 10 медалей).
После выхода в отставку в 2000—2013 годах руководил Центром специальной подготовки, отвечавшим за подготовку сотрудников госбезопасности, силовых структур и спецназа.
Сын — Андрей, выпускник Ростовского юридического института МВД России, сотрудник подразделения по борьбе с организованной преступностью.
Скончался 16 марта 2020 года в возрасте 65 лет в Ростове. Прощание прошло 17 марта в траурном зале крематория на Северном кладбище (Ростов-на-Дону).